# 新加坡人民联盟
新加坡人民联盟是新加坡一个已不存在的政党。1958年，劳工阵线和自由社会党在前首席部长林有福的领导下合并为新加坡人民联盟。

## 历史
1959年新加坡大选中，该党仅赢得4席，人民行动党主宰着新加坡政坛。1963年新加坡大选中，新加坡人民联盟与巫统、马华公会和国大党在新加坡的分支结盟为新加坡联盟党，试图挑战行动党的霸权。
然而，新加坡联盟党在大选中惨败，新加坡人民联盟丢失了全部席位。此后，新加坡的政治焦点转向人民行动党和巫统的紧张关系以及新加坡社会主义阵线对人民行动党的威胁。
1965年5月16日，新加坡人民联盟宣布解散。

## 选举成绩

### 新加坡立法议会
| 选举 | 赢得席位 | 竞选席位 | 总得票数 | 得票率 | 选举结果     | 选举领袖 |
| ---- | -------- | -------- | -------- | ------ | ------------ | -------- |
| 1959 | 4 / 51   | 39       | 107,755  | 20.7%  | ▲4席；反对党 | 林有福   |